# Мавр Сервій Гонорат
Мавр Сервій Гонорат (лат. Maurus Servius Honoratus) - римський граматик кінця IV століття. У наші дні має репутацію самого освіченого італійця свого часу. Автор коментарів до Вергілія «In tria Virgilii Opera Expositio», які вперше надруковані у Флоренції Бернардо Ченніні (Bernardo Cennini) в 1471 році.
Як персонаж він фігурує в «Сатурналіях» Макробія. Алюзії в цьому творі, а також лист Симаха Сервію дають підстави вважати, що він був язичником.